# 歐亞童軍區 (世界童軍運動組織)
歐亞童軍區（俄语：Региональное Бюро Евразия）為世界童軍運動組織（俄語為）世界童軍局的分區辦事處，總部位於烏克蘭基輔，原總部則位於靠近烏克蘭雅爾達的古爾祖夫；此外此區於莫斯科有一個分支辦事處。所有位於中歐、東歐、中亞與蘇聯的前共產國家在此區復興後，開始發展或正在發展童軍活動。這些國家絕大部分皆為蘇聯的後繼組織獨立國家國協的成員。在1996/99年世界童軍會議/世界童軍運動組織三年期報告中顯示，世界童軍運動組織依據各個前蘇聯國家自己的願景，正積極於這些國家推行與組織童軍活動。
1997年，世界童軍運動組織創設新的歐亞童軍區，表面上是要協助這12個後蘇聯國家重建童軍活動：亞美尼亞、亞塞拜然、白俄羅斯、喬治亞、哈薩克、吉爾吉斯、摩爾多瓦、俄羅斯、塔吉克、土庫曼、烏克蘭與烏茲別克。許多位於此區的童軍組織是從流亡童軍演變而來。俄語為此區的工作語言，而有8個國家出版的童軍手冊皆以俄語寫成。於莫斯科分支辦公室所印製的季刊也是用俄語寫成，且此區會將世界童軍運動組織的文件定期翻譯成俄語。目前的行政總監為摩爾多瓦的尤里耶·艾米利亞。
世界童軍運動組織首先接納亞美尼亞、白俄羅斯、喬治亞、摩爾多瓦與塔吉克等5個國家的童軍組織，並成為歐亞童軍區的創始成員。亞塞拜然、俄羅斯與烏克蘭則接著被世界童軍運動組織接受；2005年，白俄羅斯失去會員資格，但於2010年重新加入。目前此分區辦事處可建議世界童軍運動組織能否接納哪些可能的童軍組織成員。部分國家擁有超過1個童軍總會，如吉爾吉斯與烏克蘭，這些組織可以選擇合作，以國家童軍組織的型態運作。
2009年4月，歐亞童軍區與歐洲童軍區聯席童軍會議於基輔舉行。

## 歐亞區童軍大露營
本區曾舉辦或贊助定期的全區大露營：
- 第1次歐亞區童軍大露營─亞美尼亞卡里湖 (亞美尼亞)─2006年8月。
- 第2次歐亞區童軍大露營─摩爾多瓦奧爾海伊─2010年7月21日至30日[3]。
- 第3次歐亞區童軍大露營─哈薩克布拉拜區─2014年7月20日至29日。

## 外部連結
- https://web.archive.org/web/20080905051340/http://www.scout.org/en/around_the_world/eurasia/our_organisation/governance/regional_committee/eurasia_regional_scout_committee